# Yasumasa Nishino
Yasumasa Nishino (西野 泰正 Nishino Yasumasa?, nacido el 14 de septiembre de 1982 en Toyama) es un exfutbolista japonés. Jugaba de delantero y su último club fue el Kamatamare Sanuki de Japón.

## Trayectoria

### Clubes
| Club              | País  | Año         |
| ----------------- | ----- | ----------- |
| Júbilo Iwata      | Japón | 2001 - 2006 |
| Shimizu S-Pulse   | Japón | 2005        |
| Kyoto Sanga FC    | Japón | 2007 - 2010 |
| Kamatamare Sanuki | Japón | 2011 - 2014 |

## Estadística de carrera

### J. League
| Club              | Año   | J. League | J. League | Copa J. League | Copa J. League | Total | Total |
| Club              | Año   | Part.     | Goles     | Part.          | Goles          | Part. | Goles |
| ----------------- | ----- | --------- | --------- | -------------- | -------------- | ----- | ----- |
| Júbilo Iwata      | 2001  | 0         | 0         | 1              | 0              | 1     | 0     |
| Júbilo Iwata      | 2002  | 1         | 0         | 0              | 0              | 1     | 0     |
| Júbilo Iwata      | 2003  | 16        | 0         | 7              | 4              | 23    | 4     |
| Júbilo Iwata      | 2004  | 9         | 1         | 3              | 3              | 12    | 4     |
| Júbilo Iwata      | 2005  | 0         | 0         | 0              | 0              | 0     | 0     |
| Shimizu S-Pulse   | 2005  | 17        | 0         | 4              | 0              | 21    | 0     |
| Júbilo Iwata      | 2006  | 4         | 0         | 2              | 1              | 6     | 1     |
| Kyoto Sanga FC    | 2007  | 21        | 3         | -              | -              | 21    | 3     |
| Kyoto Sanga FC    | 2008  | 12        | 0         | 2              | 0              | 14    | 0     |
| Kyoto Sanga FC    | 2009  | 0         | 0         | 0              | 0              | 0     | 0     |
| Kyoto Sanga FC    | 2010  | 10        | 0         | 1              | 0              | 11    | 0     |
| Kamatamare Sanuki | 2014  | 26        | 0         | -              | -              | 26    | 0     |
| Total             | Total | 116       | 4         | 20             | 8              | 136   | 12    |

## Palmarés

### Títulos nacionales
| Título             | Club         | País  | Año  |
| ------------------ | ------------ | ----- | ---- |
| J1 League          | Júbilo Iwata | Japón | 2002 |
| Copa del Emperador | Júbilo Iwata | Japón | 2003 |